# Central Ohio Film Critics Association Awards 2018
17. ročník předávání cen asociace Central Ohio Film Critics Association se konal 3. ledna 2019. Nominace byly oznámeny 29. prosince 2018.

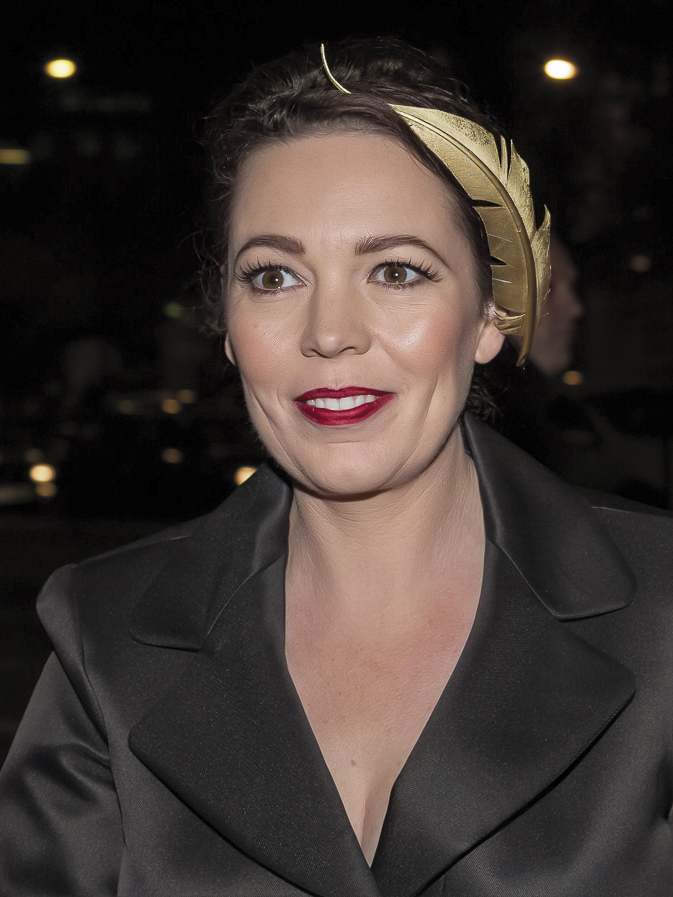
Olivia Colmanová, vítězka v kategorii nejlepší herečka v hlavní roli

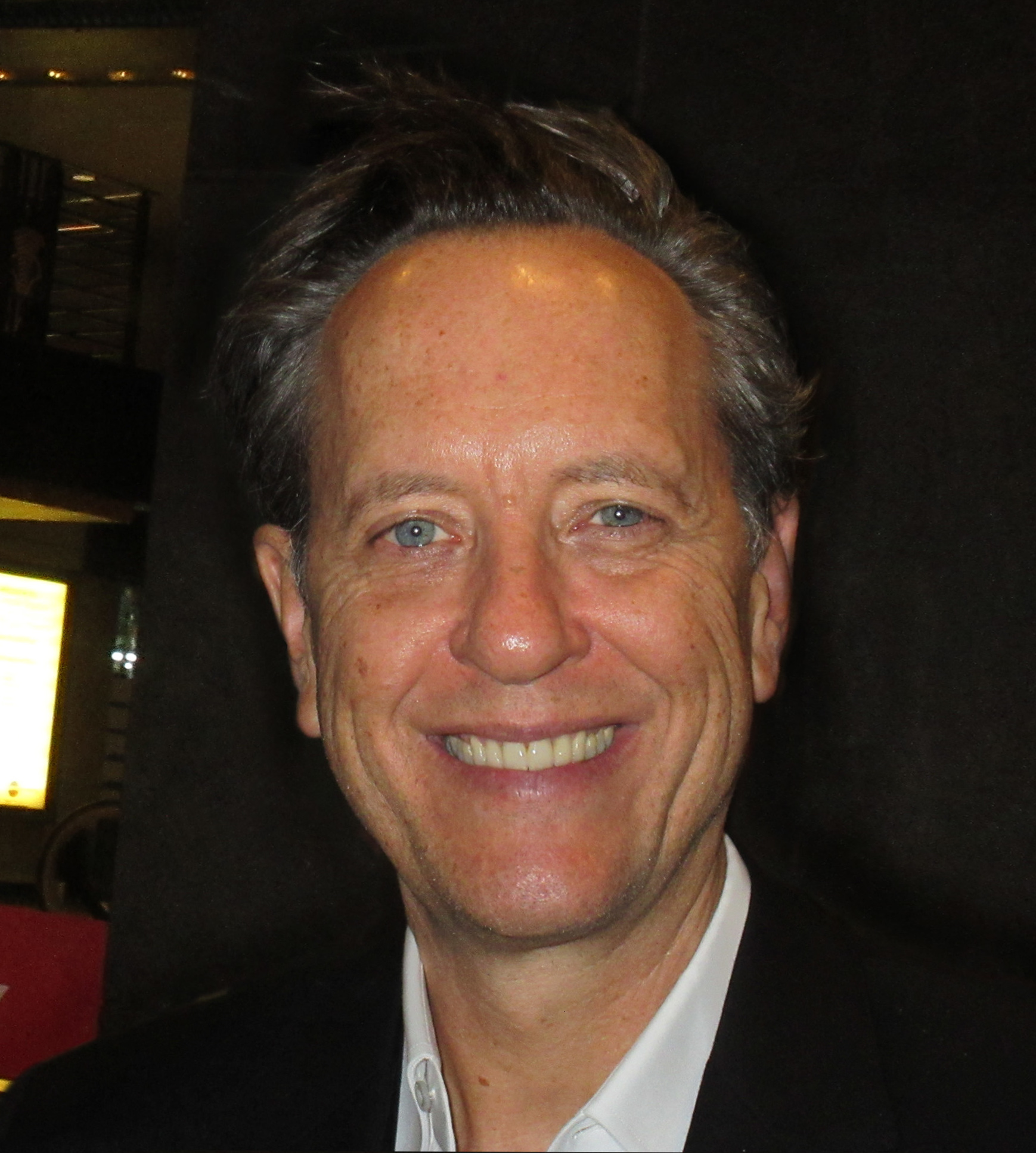
Richard E. Grant, vítěz v kategorii nejlepší herec ve vedlejší roli

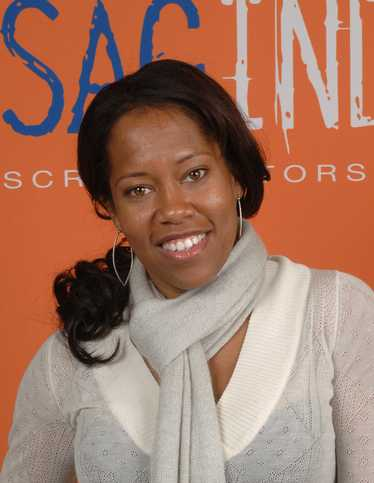
Regina Kingová, vítězka v kategorii nejlepší herečka ve vedlejší roli

## Vítězové a nominovaní

### Nejlepší film
1. Kdyby ulice Beale mohla mluvit
2. BlacKkKlansman
3. Favoritka
4. Osmá třída
5. Roma
6. Black Panther
7. Vdovy
8. Tiché místo
9. První člověk
10. Děsivé dědictví

### Nejlepší režisér
Alfonso Cuarón – Roma
- Spike Lee – BlacKkKlansman (2. místo)
- Yorgos Lanthimos – Favoritka
- Bradley Cooper – Zrodila se hvězda
- Steve McQueen – Vdovy

### Nejlepší adaptovaný scénář
Charlie Wachtel, David Rabinowitz, Kevin Willmott, a Spike Lee – BlacKkKlansman
- Phil Lord a Rodney Rothman – Spider-Man: Paralelní světy (2. místo)
- Barry Jenkins – Kdyby ulice Beale mohla mluvit
- Nicole Holofcener a Jeff Whitty – Dokážete mi kdy odpustit?
- Gillian Flynnová a Steve McQueen – Vdovy
- Oh Jung-mi a Lee Chang-dong – Vzplanutí
- Eric Roth, Bradley Cooper a Will Fetters – Zrodila se hvězda

### Nejlepší původní scénář
Bo Burnham – Osmá třída
- Deborah Davis a Tony McNamara – Favoritka (2. místo)
- Alfonso Cuarón – Roma
- Tamara Jenkins – Private Life
- Bryan Woods, Scott Beck a John Krasinski – Tiché místo

### Nejlepší herec v hlavní roli
Ben Foster – Beze stop
- Ethan Hawke – Zoufalství a naděje (2. místo)
- Christian Bale – Vice
- Bradley Cooper – Zrodila se hvězda
- Joaquin Phoenix – Nikdys nebyl
- John David Washington – BlacKkKlansman

### Nejlepší herečka v hlavní roli
Olivia Colmanová – Favoritka
- Melissa McCarthy– Dokážete mi kdy odpustit? (2. místo - remíza)
- Elsie Fisher – Osmá třída (2. místo - remíza)
- Glenn Close – Žena
- Viola Davis – Vdovy
- Thomasin McKenzie – Beze stop
- Toni Collette – Děsivé dědictví

### Nejlepší herec ve vedlejší roli
Richard E. Grant – Dokážete mi kdy odpustit?
- Michael B. Jordan – Black Panther (2. místo)
- Adam Driver – BlacKkKlansman
- Timothée Chalamet – Beautiful Boy
- Sam Elliott – Zrodila se hvězda

### Nejlepší herečka ve vedlejší roli
Regina Kingová – Kdyby ulice Beale mohla mluvit
- Emma Stoneová – Favoritka (2. místo)
- Amy Adams – Vice
- Elizabeth Debicki – Vdovy
- Rachel Weisz – Favoritka

### Nejlepší dokument
Shikers
- Free Solo (2. místo)
- Won't You Be My Neighbor
- RBG
- Tři identičtí cizinci
- Science Fair
- Nerovná jízda

### Nejlepší cizojazyčný film
Zloději
- Vzplanutí (2. místo)
- Roma
- Studená válka
- Vnitřní slunce

### Nejlepší animovaný film
Spider-Man: Paralelní světy
- Úžasňákovi 2 (2. místo)
- Psí ostrov
- Teen Titans Go! To the Movies
- Raubíř Ralf a internet

### Nejlepší kamera
Alfonso Cuarón – Roma
- Linus Sandgren – První člověk (2. místo)
- Pawel Pogorzelski – Děsivé dědictví
- James Laxton – Kdyby ulice Beale mohla mluvit
- Robbie Ryan – Favoritka

### Nejlepší střih
Joe Walker – Vdovy
- Alfonso Cuarón a Adam Gough – Roma (2. místo - remíza)
- Yorgos Mavropsaridis – Favoritka (2. místo - remíza)
- Debbie Berman a Michael P. Shawver – Black Panther
- Tom Cross – První člověk

### Nejlepší filmová hudba
Nicholas Britell – Kdyby ulice Beale mohla mluvit
- Anna Meredith – Osmá třída (2. místo)
- Terence Blanchard – BlacKkKlansman
- Ludwig Göransson – Black Panther
- Justin Hurwitz – První člověk
- Jóhann Jóhannsson – Mandy – Kult pomsty

### Nejlepší obsazení
Favoritka
- Vdovy (2. místo)
- Kdyby ulice Beale mohla mluvit
- Black Panther
- Vice

### Herec roku (pro příkladnou práci)
Bryan Tyree Henry (Hotel Artemis, Kdyby ulice Beale mohla mluvit, Spider Man: Paralelní světy, Mladý gangster a Vdovy)
- Emily Bluntová (Mary Poppins se vrací, Tiché místo a Sherlock Koumes) (2. místo)
- Ethan Hawke (Blaze, Zoufalství a naděje a Juliet, Naked)
- Lucas Hedges (Ben is Back, Vymazaný kluk a Mid90s)
- Joaquin Phoenix (Don’t Worry, He Won’t Get Far on Foot, The Sisters Brothers a Nikdys nebyl)
- Tessa Thompson (Annihilation, Creed II a Sorry to Bother You)

### Objev roku
Bo Burnham – Osmá třída (režie, scénář)
- Boots Riley – Sorry to Bother You (režie, scénář) (2. místo)
- Ari Aster – Děsivé dědictví – (režie, scénář)
- Bradley Cooper – Zrodila se hvězda – (režie, scénář, herectví)
- Elsie Fisher – Osmá třída – (herectví)
- John Krasinski – Tiché místo – (režie, scénář, herectví)

### Nejvíce přehlížený film
Private Life
- Beze stop (2. místo)
- Blindspotting
- Thorougbreds
- Tully